# 나이토 마사히로 (1770년)
나이토 마사히로(일본어: 内藤政広, 1770년 ~ 1787년 10월 23일)는 일본 에도 시대의 다이묘로, 유나가야번의 7대 번주이다. 어릴적 이름은 마사노신(雅之進)이며, 관위는 없다.
6대 번주 나이토 사다요시의 둘째 아들로 태어났다. 형인 나이토 마사타메가 병약함을 이유로 폐적당하면서 세자가 되었다. 1778년, 아버지 사다요시가 사망하자 그 뒤를 이었다. 그러나 1787년 음력 9월 13일, 18세의 나이로 사망하였다. 아내와 자식이 없었으므로, 동생 마사유키가 그 뒤를 이었다.
| 전임 나이토 사다요시 | 제7대 유나가야번 번주 1778년 ~ 1787년 | 후임 나이토 마사유키 |